# Ibai Llanos
Ibai Llanos Garatea (Bilbao, 26 de marzo de 1995) es un streamer, presentador de esports y creador de contenido español. Alcanzó gran notoriedad por sus eventos multitudinarios en Twitch, donde ha batido varios récords mundiales de audiencia —especialmente con La velada del año—, así como por su estilo de narración exaltado y enérgico en competiciones de deportes electrónicos, en particular en League of Legends.
Es cofundador, junto a Gerard Piqué, del club de esports KOI. Ambos impulsaron también la Kings League, una liga amateur de fútbol 7 y sus variantes, donde Ibai preside el equipo Porcinos FC. Además, dirige Ronin FC, un club de fútbol amateur que compite en la Cuarta Catalana.
Llanos inició su trayectoria en 2014 como narrador de la Liga de Videojuegos Profesional de League of Legends y, al año siguiente, fue ascendido para cubrir la League Championship Series. En 2018 organizó su primer evento benéfico, el Ibainéfico, y en 2019 presentó los Worlds celebrados en Madrid. En 2020 abandonó su labor de narrador a tiempo completo para unirse a G2 Esports como creador de contenido, donde comenzó a producir eventos multitudinarios en Twitch con participación de reconocidos streamers hispanohablantes. En 2021 se desvinculó de la organización y consolidó su carrera independiente, impulsando formatos como La velada del año, Las Campanadas, Disaster Chefs o la Ballon World Cup. En 2023 alcanzó el récord mundial de la transmisión más vista en la historia de Twitch con La velada del año 3.
A lo largo de su trayectoria ha recibido múltiples galardones: cuatro Trasgos de Oro al mejor comentarista de videojuegos (2015-2018), tres Esports Awards al streamer del año (2020-2022), cuatro Premios Esland en 2022 (mejor streamer, mejor evento, fail del año y canción del año) y dos más en 2023 (mejor streamer y mejor evento), lo que lo convierte en el creador más premiado en esta última categoría. En 2021 fue incluido en la lista de las personas más influyentes de España en el mundo de Forbes, que lo definió como «el rey de Internet».
Su canal de Twitch supera los 19,7 millones de seguidores, siendo el más seguido de la plataforma, mientras que en YouTube acumula más de 13,7 millones de suscriptores y alrededor de 4.760 millones de visualizaciones en su canal principal.

## Biografía
Ibai Llanos Garatea nació en Deusto, Bilbao, el 26 de marzo de 1995. Su padre, Javier, es médico. De niño, Ibai admitió ser una persona muy creativa e imaginativa, con grandes intereses en los deportes y el periodismo.  En una entrevista, Llanos contó que la crisis económica española provocó un duro momento financiero en su casa y por lo tanto, tuvo que encontrar refugio en los videojuegos y la narración de deportes electrónicos. En su adolescencia, junto a su mejor amigo Ander Cortés, empezó a subir gameplays de Call of Duty Modern Warfare 2 en YouTube bajo el alias Ibai95. Luego, empezaron a narrar de forma aficionada en partidas de League of Legends en el nivel de bronce (la división más baja del juego) en transmisiones por Twitch.
En 2014, con 19 años, Ibai se presentó junto a Cortés para ser narradores profesionales de deportes electrónicos en la Liga de Videojuegos Profesional (LVP) en el último día del casting.
El 27 de octubre de 2019, tras la victoria de G2 Esports sobre DAMWON Gaming en los cuartos de final de los Worlds, Carlos «ocelote» le rogó a Ibai delante del Palacio de Vistalegre que se fuera a trabajar con él a G2. Ibai sugirió aceptar la propuesta que se oficializaría en febrero del 2020.
El 24 de enero de 2020, tras desavenencias con la LVP Ibai anuncia que deja de ser comentarista para LVP. 
EL 5 de febrero de 2020 Ibai anuncia que ficha por G2 Esports como creador de contenido en un proyecto en conjunto con Ander, BarbeQ y Reventxz, todos ellos amigos y antiguos casters y analistas de LVP. Todos ellos pasaran a vivir en una gran mansión, junto con Carmen «justeffe» (conocida como «G2 jefa») la mánager y productora del proyecto.
El 13 de enero del 2021 Ibai anuncia que abandona G2 Esports junto a Ander, BarbeQ, Reventxz, para iniciar un proyecto en solitario conocido popularmente como Ibai Land. Para el proyecto se alquiló una gran casa («La Mansión de Ibai») en la cual estuvo viviendo y desarrollando multitud de acciones durante prácticamente un año junto a Ander, BarbeQ, Reventxz, Werlyb y Carmen «Justeffe» Cardenete, todos streamers menos Carmen, jefa de producción y mánager del proyecto. Del proyecto también participaron IlloJuan, Knekro y Cristinini aunque sin vivir en «La Mansión».

## Trayectoria

### Narrador de League of Legends
En agosto de 2014, Llanos narró su primera partida de League of Legends, entre wSystem y PainGaming, durante la Season 7 de la División de Honor de la LVP. En el torneo de Gamergy en invierno narró de manera presencial junto a Cortés por primera vez, admitiendo que «esas primeras experiencias me ayudaron a superar miedos». En enero del 2015 empezó a narrar la League Championship Series, la máxima competición profesional de League of Legends en Estados Unidos y Canadá, y también participa del torneo presencial de Vistalegre durante invierno. Ese mismo año, ganó el premio Tasgo de Oro al Mejor Caster.
En 2016, Ibai admitió que tuvo fuertes ataques de pánico y ansiedad por culpa de su mudanza a Barcelona para trabajar a tiempo completo como narrador y presentador de la LVP de League of Legends. Ese año, volvió a ganar el premio Tasgo de Oro al Mejor Caster. En mayo de ese año, tuiteó un video que se hizo viral donde hablaba de forma irónica como un futbolista. A finales de año, formaría parte como narrador del All-Star de League of Legends en Barcelona, lo que marcaría uno de los puntos de inflexión en su trayectoria profesional. En 2017 empezó a retransmitir la Superleague Orange para la LPV, y repitió el Tasgo de Oro.

### Creador de contenido

#### Inicios

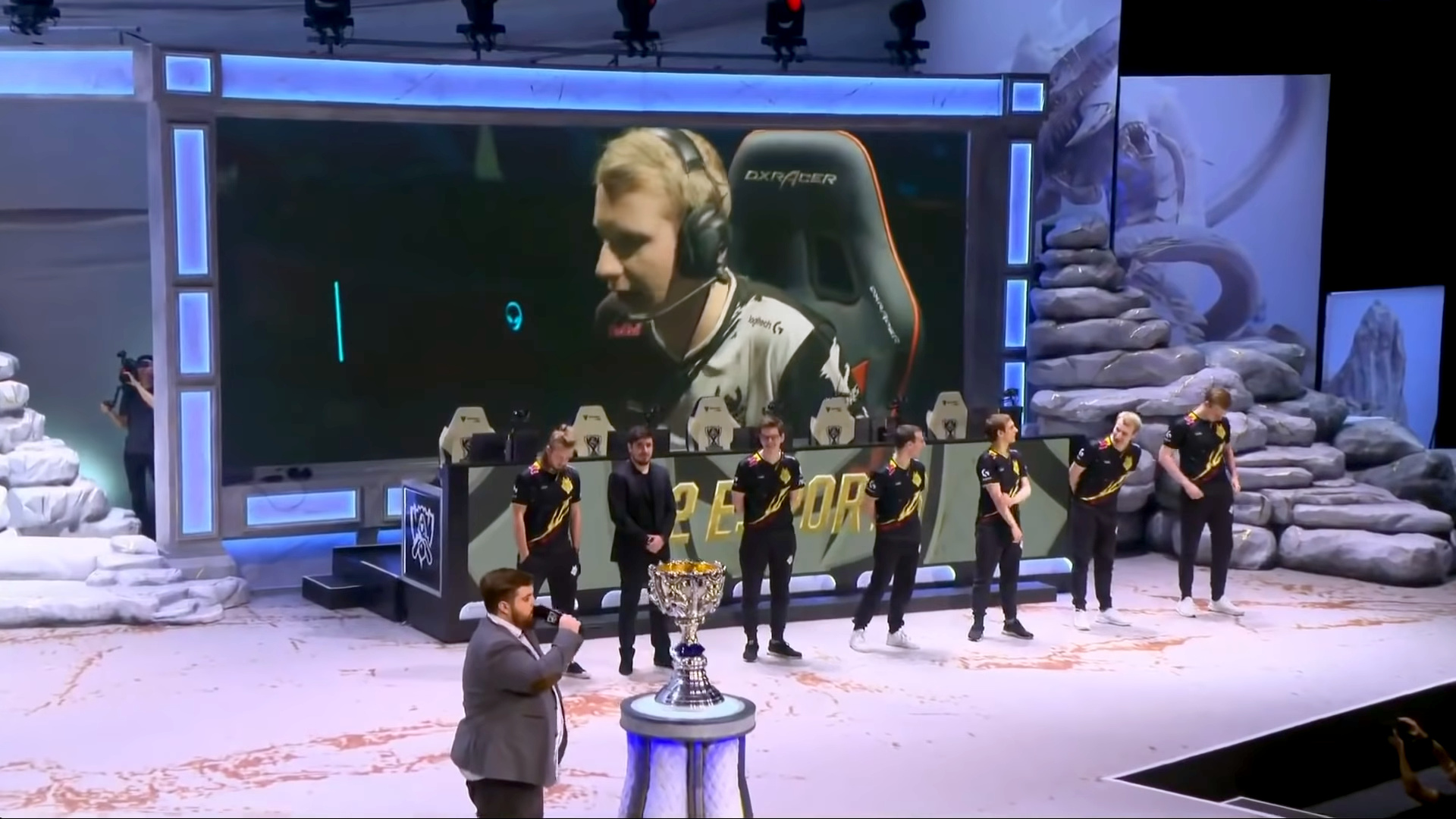
Ibai Llanos como presentador en el Campeonato Mundial de League of Legends 2019.

En enero del 2018, Llanos organizó un evento benéfico donde reunió a distintos youtubers, streamers, rioters, casters y entrenadores de League of Legends. En ese mismo año, Ibai empezaría a hacerse reconocido más allá de la comunidad de LoL por sus narraciones de diversos eventos y videojuegos en sus canales de Twitch y YouTube, como el Mundial de Tetris de 2018, que tuvo un gran número de espectadores en España debido a sus transmisiones. También narraría por primera vez un partido de fútbol profesional de la Liga de España entre el Athletic Bilbao y el Barcelona, y ganaría por cuarta y última vez el Tasgo de Oro. En febrero de 2019 empezó a presentar un late night para la cadena U-Beat llamado Hoy no se sale, y en noviembre trasmitió la semifinal entre SK Telecom y G2 de League of Legends en Madrid por los Worlds.

#### 2020: G2 Esports y nueva casa

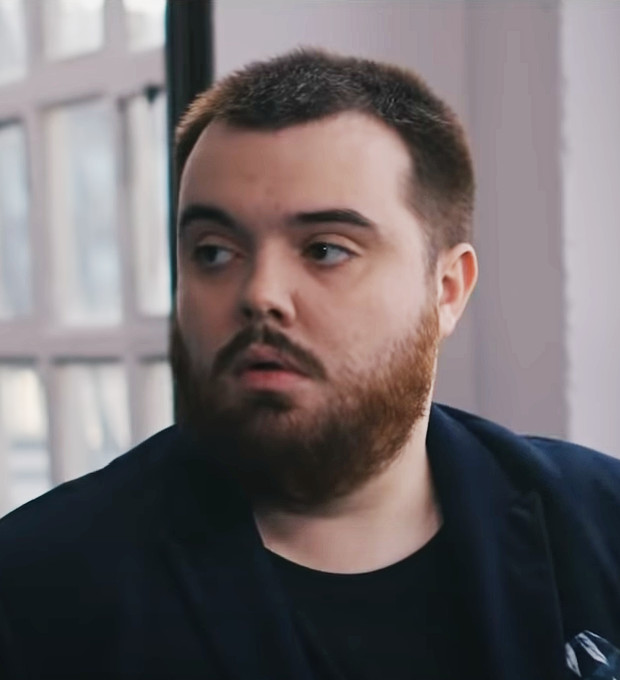
Ibai Llanos en 2020.

En febrero de 2020, Llanos anunció que dejaba su trabajo en la LVP para pasar a ser creador de contenido en exclusiva para el equipo G2 Esports junto a Ander Cortés, Reven y Ernesto BarbeQ Folch, dejando de lado su profesión a tiempo completo como narrador de League of Legends, y dedicando completamente su tiempo a la creación de contenido en Twitch. En su etapa como streamer ha llevado a cabo varios actos multitudinarios tales como La Liga Santander Challenge, un evento benéfico en colaboración con La Liga Santander y el Banco Santander, desarrollado durante el confinamiento sufrido en España en marzo de 2020 a causa de la pandemia de COVID-19, cosechando más de un millón de espectadores y más de 180 mil euros para causas benéficas, o el Ibaivisión, un concurso similar a Eurovisión en colaboración con Vizz Agency y Sony Music que enfrentaba a artistas de las diferentes comunidades autónomas españolas. En diciembre, realizó una transmisión especial por Nochevieja que tuvo una media de 500 mil espectadores en vivo, convirtiéndose en una de las transmisones más vistas de España durante el año.

#### 2021: Nuevas secciones y Balloon World Cup
El 5 de febrero de 2021 abrió una sección en su canal llamada Charlando tranquilamente. En este se dedica a conversar (de 30 minutos a hora y media) con personajes públicos de todas las ramas. En su primer programa la charla la encabezó Gerard Piqué, el cual no fue el único futbolista en su sección, ya que también se presentaron Ronaldinho, Paulo Dybala, Sergio Agüero y Sergio Ramos. También entrevistó a artistas como Rauw Alejandro, Jhay Cortez, Duki, Nicki Nicole, etc. También hizo una transmisión especial por la final de la Copa América 2021, que contó con las apariciones de Piqué y Ronaldo Nazario, y que también se volvió una de las transmisiones más vistas durante el año, con una media de 750 mil espectadores.
El 21 de agosto de 2021, compartió un tuit en donde mostraba un clip de dos jóvenes jugando un partido de globos; en el que ambos, ágiles y veloces, evitaban que el globo cayese al suelo hasta que hubiese un ganador. Ibai decía querer comprar los derechos de este juego y organizar todo un mundial de esa actividad. El 26 de septiembre de 2021, junto al futbolista español Gerard Piqué, hicieron oficial un torneo mundial de globos denominado Balloon World Cup, que tuvo lugar el 14 de octubre de ese mismo año.
El 15 de diciembre de 2021, presentó en el Palau Sant Jordi de Barcelona su equipo de deportes electrónicos KOI, junto con el también fundador y propietario del equipo, el futbolista Gerard Piqué. El 31 de diciembre de ese mismo mes, Llanos realizó las famosas «campanadas de fin de año» en Twitch, junto con Ramón García en la Puerta del Sol desde Madrid logrando un pico de espectadores de 800.000 y convirtiendo así en la segunda transmisión más vista de su canal.

#### 2022: Premios y récord histórico en Twitch
Fue ganador de 4 premios ESLAND 2022 en la primera edición del certamen. Premio al Fail del año por tapar en cámara el beso entre La Rosalía y Rauw Alejandro en la gala 40 Principales 2021, premio a la canción del año por su colaboración con Lucas Requena y Ortopilot «El cuarteto de Ibai», premio al mejor evento del año por la Velada del Año y premio al «streamer» del año.
En junio del año 2022, organizó una competencia de boxeo de nombre «La Velada del Año», en esta ocasión, la secuela del evento, ya que el primero había sido organizado en el año 2021, en esta, Llanos, alcanzó un récord histórico en la plataforma de Twitch llegando a tener un pico de más de 3.3 millones de viewers en simultáneo, por lo que pasó a liderar el ranking de transmisiones con mayor público en la plataforma.

#### 2023-2024: Kings League y La Velada

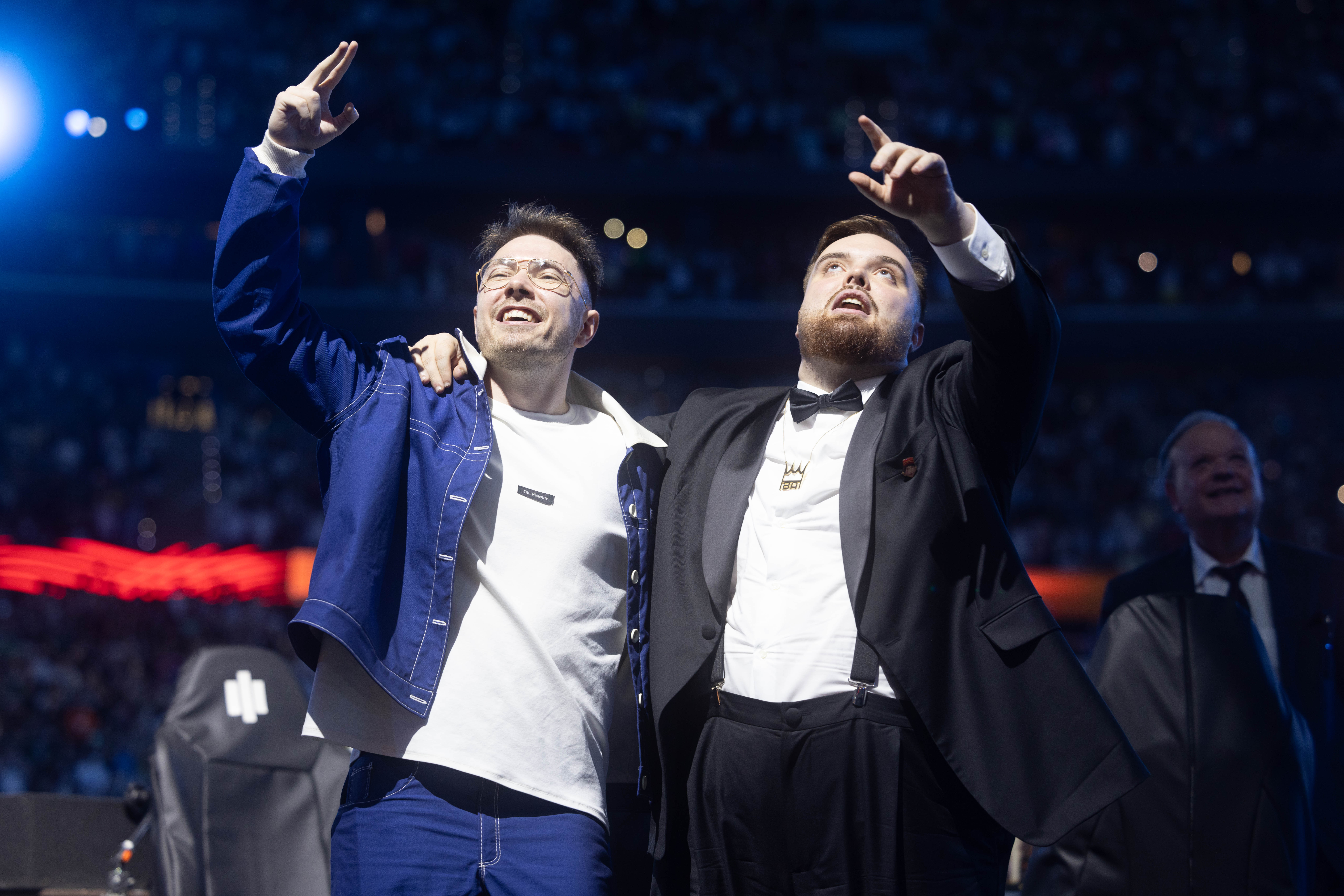
Ibai Llanos en la tercera edición de La Velada del Año en 2023.

En enero de 2023, ganó 2 Premios Esland, "Streamer del año" y "Mejor evento del año". Además, desde principios de este año forma parte del proyecto denominado Kings League, dirigido por Gerard Piqué, y en donde es presidente de uno de los equipos participantes, llamado Porcinos FC. En dicha liga, compite contra otros creadores de contenido y famosos, como TheGrefg, Iker Casillas o Kun Agüero, con el fin de quedar campeones de dicha competición. 

## Estilo de contenido y recepción
Como narrador, Ibai nombró entre sus influencias para comentar a Andrés Montes, Manolo Lama y su programa Carrusel Deportivo y Javier Sanabria. Antoni Daimiel, también comentarista, describió su aparición: «En algún momento donde se vivía de la ortodoxia, él (Ibai) buscó un perfil más rompedor».
A partir de ganar muchos seguidores en redes sociales por su estilo apasionado y ruidoso de sus narraciones de League of Legends, Ibai comenzó a subir comentarios sobre contenidos más variados, de forma humorística, a través de Twitter, con varias publicaciones volviendóse virales. En Twitch, empezó a realizar transmisiones de él narrando torneos de canicas, ajedrez, tetris y otros videojuegos. Su naturalidad, espontaniedad, carisma y variedad en los contenidos que mostraba le valieron para convertirse en una de las figuras mediáticas más importantes de la comunidad hispanohablante de League of Legends, y más tarde, de España.
En 2020, tras su fichaje por G2 y debido a la pandemia de COVID-19, el número de espectadores en las transmisiones de Ibai creció de manera abrupta, convirtiéndolo en el canal español de Twitch con más seguidores y el décimo a nivel global.
La recepción y crítica en los medios de comunicación tradicionales de su sección Charlando tranquilamente —donde entrevista a diferentes figuras tanto del deporte como la música— ha sido variada: desde periodistas que lo han criticado duramente, a algunos que lo han alabado por darle un nuevo impacto a las plataformas digitales. Esto se acentuó aún más cuando Ibai transmitió por Twitch una entrevista a Lionel Messi en su presentación con el Paris Saint-Germain. Un docente e investigador de la UBA, Glenn Postolski, analizó este hecho: «La acumulación de datos que disponen las plataformas digitales y el manejo de un mercado publicitario a nivel mundial en el que juegan las redes da cuenta de un nuevo sujeto comunicador globalizado. En ese sentido, las figuras como Ibai le sacan una diferencia cualitativa al periodismo deportivo, ya que estos se encuentran anclados en la dimensión tradicional de los medios, vinculados a los mercados locales o regionales a lo sumo».
Varios medios de comunicación han nombrado a Ibai como un nuevo «fenómeno cultural» de la era digital, y la revista Forbes lo nombró el «rey del internet» en 2021.

## Vida personal

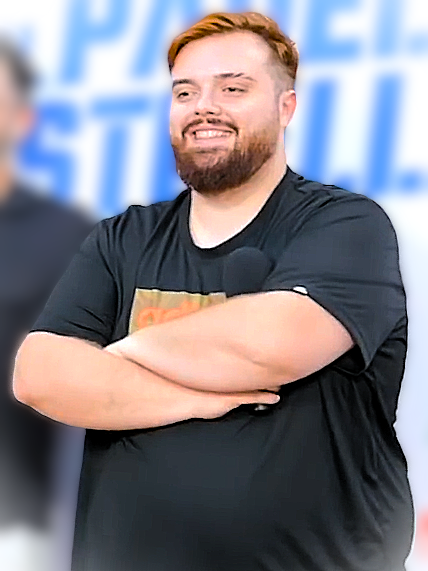
Ibai Llanos en 2021.

Ibai actualmente vive en Barcelona junto con su pareja Carmen y sus compañeros de proyecto.
El día 7 de agosto, en medio del revuelo por el destino de la carrera de Lionel Messi, el futbolista hizo una cena despedida en Barcelona e invitó a Ibai, este concurrió a la misma junto a Coscu y Sergio Agüero. Días después de la cena sorpresa de Messi a Ibai, el Paris Saint-Germain F.C. le mandó una invitación a París para asistir a la rueda de prensa que ofrecería durante la presentación de Lionel Messi como nuevo jugador del PSG, el 11 de agosto.
El 2 de diciembre de 2021 se anuncia que abandonan la casa, que pasará a ser la gaming house de KOI, su equipo de esports.
Respecto a su salud, Ibai anunció en septiembre de 2022 que tuvo un problema ocular que le ha hecho perder el 90 % de la visión del ojo izquierdo, y aunque no se ha podido determinar el diagnóstico, no descartaron que posiblemente termine quedando ciego, dado que también está afectando al ojo derecho. En 2024, Ibai anunció su "reto de cambio físico" para acabar con su obesidad y sus problemas respiratorios a causa de su peso. En noviembre de ese mismo año consiguió reducir 35 kg.

## Eventos
| Fecha                    | Evento                             | Pico de audiencia | Ref.          |
| ------------------------ | ---------------------------------- | ----------------- | ------------- |
| dic. 2017 - dic. 2022    | Ibainéfico                         | 261 328           | [ 40 ] [ 39 ] |
| 16 de febrero del 2021   | Ibai Dates 1                       | 268 260           | [ 40 ] [ 92 ] |
| 15 de marzo del 2021     | IbaiLove'                          | 137 125           | [ 40 ] [ 93 ] |
| 26 de mayo del 2021      | La Velada del Año                  | 1 544 829         | [ 94 ]        |
| 11 de julio de 2021      | Final Copa América en PortAventura | 641 403           | [ 95 ]        |
| 14 de octubre del 2021   | Mundial de Globos                  | 622 367           | [ 40 ] [ 96 ] |
| 23 de octubre del 2021   | Juegos Entre Casas                 | 239 366           | [ 40 ] [ 97 ] |
| 29 de noviembre del 2021 | Balón de Oro 2021                  | 639 962           | [ 98 ]        |
| 15 de diciembre del 2021 | Presentación KOI                   | 362 679           | [ 40 ] [ 99 ] |
| Febrero de 2022          | Disaster Chef                      | 400 000           |               |
| 27 de febrero del 2022   | Gran Premio de Twitch              | 381 045           | [ 100 ]       |
| 1 de junio del 2022      | Partidazo entre streamers          | 300 00            |               |
| 25 de junio del 2022     | La Velada del Año II               | 3 356 074         | [ 101 ]       |
| 17 de octubre del 2022   | Balón de Oro 2022                  | 598 114           | [ 102 ]       |
| 1 de julio de 2023       | La Velada del Año III              | 3 499 999         |               |
| 13 de julio de 2024      | La Velada del Año IV               | 3 846 256         |               |
| 26 de julio de 2025      | La Velada del Año V                | 9,300,000         | [ 103 ]       |

## Campanadas
| Fecha      | Campanada                   | Pico de Audiencia |
| ---------- | --------------------------- | ----------------- |
| 31/12/2020 | Campanadas del 2020 al 2021 | 552.345           |
| 31/12/2021 | Campanadas del 2021 al 2022 | 801.074           |
| 31/12/2022 | Campanadas del 2022 al 2023 | 600.000           |

## Televisión
| Año       | Programa       | Cadena   | Notas         |
| --------- | -------------- | -------- | ------------- |
| 2018-2020 | La Resistencia | #0       | Invitado      |
| 2019-2020 | Hoy no se sale | Ubeat    | Copresentador |
| 2021      | Lo de Évole    | La Sexta | Invitado      |

## Deportes
| Año       | Videojuego        | Evento                               | Notas                 |
| --------- | ----------------- | ------------------------------------ | --------------------- |
| 2014-2016 | League of Legends | LVP División de Honor                | Locutor               |
| 2015-2020 | League of Legends | EU LCS                               | Locutor               |
| 2015-2020 | League of Legends | Worlds                               | Locutor               |
| 2016-2017 | League of Legends | LVP Clasificatorio Challenger Series | Locutor               |
| 2016      | League of Legends | All-Star Barcelona                   | Locutor y presentador |
| 2017-2020 | League of Legends | Superliga Orange                     | Locutor               |
| 2018      | Fortnite          | YouTube Battle Royale                | Locutor               |
| 2018-2019 | League of Legends | Ibainéfico                           | Organizador y locutor |
| 2019      | FIFA 20           | VOLTA Football                       | Actor de voz          |
| 2020      | FIFA 20           | La Liga Santander Challenge          | Organizador y locutor |
| 2020      | FIFA 21           | VOLTA Football                       | Actor de voz          |
| 2021      | League of Legends | España-Francia                       | Organizador y caster  |
| 2021      | League of Legends | España-Francia "La revancha"         | Organizador y caster  |

### Deportes tradicionales
| Fecha                    | Evento                                                        | Cadena/programa |
| ------------------------ | ------------------------------------------------------------- | --------------- |
| 18 de marzo de 2018      | Liga Santander: Fútbol Club Barcelona vs Athletic Club        | Onda Vasca      |
| 8 de abril de 2018       | Primera División de España: Real Madrid vs Atlético de Madrid | El Chiringuito  |
| 25 de noviembre de 2018  | ACB: Barça Lassa vs Real Madrid                               | Liga Endesa     |
| 6 de julio de 2019       | El partidazo de youtubers: DjMaRiiO vs TheGrefg               | YouTube         |
| 3 de octubre de 2019     | Adidas: La batalla definitiva                                 | YouTube         |
| Junio 2021               | Copa América 2021                                             | Twitch          |
| 29 de agosto de 2021     | Ligue 1: Reims vs PSG                                         | Twitch          |
| 19 de septiembre de 2021 | Ligue 1: Olympique de Lyon vs PSG                             | Twitch          |
| 24 de octubre de 2021    | Liga Santander: Fútbol Club Barcelona vs Real Madrid          | Movistar LaLiga |

## Documentales
| Fecha                   | Nombre                               | Cadena/Programa              |
| ----------------------- | ------------------------------------ | ---------------------------- |
| 13 de diciembre de 2018 | El lado más profundo de Ibai y Ander | Movistar+                    |
| 27 de febrero de 2020   | Mi historia                          | YouTube / Domino's Originals |

## Cortometrajes
| Fecha                   | Nombre        | Director        | Medio   | Ref.            |
| ----------------------- | ------------- | --------------- | ------- | --------------- |
| 24 de noviembre de 2020 | Unboxing Ibai | Jaume Balagueró | Netflix | [ 126 ] [ 127 ] |

## Cine
| Año  | Título                   | Personaje       | Director        | Ref.    |
| ---- | ------------------------ | --------------- | --------------- | ------- |
| 2022 | Camera Café: la película | Charlie Quesada | Ernesto Sevilla | [ 128 ] |

## Ibainéficos
| Fecha                            | Juego | Recaudación | Organización            | Pico de audiencia | Referencia      |
| -------------------------------- | --- | ----------- | ----------------------- | ----------------- | --------------- |
| 3 de enero del 2017              | League of Legends                                                                                           | 36 000 €    | Juegaterapia            | 45 000            | [ 129 ] [ 130 ] |
| 8 y 9 de diciembre del 2018      | League of Legends                                                                                           | 80 000€     | Pediatric Cancer Center | 80 000            | [ 131 ] [ 132 ] |
| 7 y 8 de diciembre del 2019      | League of Legends                                                                                           | 100 000€    | Save the Children       | 115 000           | [ 133 ]         |
| 15, 16 y 17 de diciembre de 2020 | Día 16 - Pinturillo - Among Us - Fortnite - Fall Guys Día 17 - Among us - FIFA - League of Legends          | 165 000€    | Unicef                  | 260 000           | [ 134 ] [ 135 ] |
| 17, 18 e 19 de diciembre de 2021 | Día 18 - Valorant - Golf It - League of Legends. Día 19 - Fall Guys - Mario Kart - Among Us - UNO - Parchís | 205 000€    | Médicos Sin Fronteras   | 150 000           | [ 39 ] [ 40 ]   |
| 5, 6 y 7 de enero de 2023        | Día 6 - GTA V - Valorant - League of Legends Día 7 - Fall Guys - Mario Kart - Among Us - UNO - Parchís      | 209 219€    | ONGs varias             | 118 520           |                 |
| 1, 2 y 3 de diciembre de 2023    | Formato Kings League                                                                                        | 230 000€    | Instituto Guttmann      | 147 671           | [ 38 ] [ 41 ]   |

## Premios y nominaciones
| Año  | Premio          | Categoría                    | Resultado | Ref                     |
| ---- | --------------- | ---------------------------- | --------- | ----------------------- |
| 2015 | Trasgo de Oro   | Mejor locutor                | Ganador   | [ 136 ]                 |
| 2016 | Trasgo de Oro   | Mejor locutor                | Ganador   | [ 41 ]                  |
| 2017 | Trasgo de Oro   | Mejor locutor                | Ganador   | [ 45 ]                  |
| 2018 | Trasgo de Oro   | Mejor locutor                | Ganador   | [ 51 ]                  |
| 2020 | Esports Awards  | Streamer del año             | Ganador   | [ 137 ] [ 138 ]         |
| 2021 | Esports Awards  | Streamer del año             | Ganador   | [ 20 ]                  |
| 2021 | The Game Awards | Creador de contenido del año | Nominado  | [ 139 ] [ 140 ]         |
| 2022 | Esports Awards  | Streamer del año             | Ganador   |                         |
| 2022 | Premios Esland  | Clip de año                  | Nominado  | [ 141 ] [ 142 ] [ 143 ] |
| 2022 | Premios Esland  | Fail del año                 | Ganador   | [ 144 ]                 |
| 2022 | Premios Esland  | Baile del año                | Nominado  | [ 144 ]                 |
| 2022 | Premios Esland  | Canción del año              | Ganador   | [ 144 ]                 |
| 2022 | Premios Esland  | Evento del año               | Ganador   | [ 144 ]                 |
| 2022 | Premios Esland  | Mejor serie de contenido     | Nominado  | [ 144 ]                 |
| 2022 | Premios Esland  | Streamer del año             | Ganador   | [ 144 ]                 |
| 2023 | Premios Esland  | Streamer del año             | Ganador   |                         |
| 2023 | Premios Esland  | Fail del año                 | Nominado  |                         |
| 2023 | Premios Esland  | Enfadado del año             | Nominado  |                         |
| 2023 | Premios Esland  | Evento del año               | Ganador   |                         |
| 2023 | Premios Esland  | Talk show del año            | Nominado  |                         |
| 2024 | Premios Esland  | Evento del año               | Ganador   |                         |